# 王久荣
王久荣（1951年9月—）， 北京平谷人。第二炮兵指挥学院军事指挥专业毕业。曾任中国人民解放军第二炮兵部队副司令员，中将军衔。第十一届全国人大代表。
曾任第二炮兵第56基地参谋长、第54基地参谋长等职。2002年6月出任第54基地司令员。2006年8月任第二炮兵参谋长。2007年12月，任第二炮兵副司令员。2014年12月，已满副大军区级将领的最高任职年限而退出现役。1998年晋升为少将军衔。2007年7月晋升为中将军衔。
2016年11月，辞去第十二届全国人大代表职务。2017年2月财新网报道其违纪违法，因而失去全国人大代表资格。